# Веселина (Разградська область)
Весели́на (болг. Веселина) — село в Разградській області Болгарії. Входить до складу общини Лозниця.

## Населення
За даними перепису населення 2011 року у селі проживали 917 осіб.
Національний склад населення села:
| Національність   | Кількість осіб | Відсоток |
| ---------------- | -------------- | -------- |
| турки            | 838            | 97,0%    |
| цигани           | 3              | 0,3%     |
| не визначились   | 21             | 2,4%     |
| Всього відповіли | 864            |          |

Розподіл населення за віком у 2011 році:
Динаміка населення: